# Escut de Súria
L'escut oficial de Súria té el següent blasonament: Escut caironat: d'argent, una palmera de sinople ixent del superior de 3 xebrons de sable. Per timbre una corona mural de vila.
Va ser aprovat el 8 de maig de 1990 i publicat al DOGC l'1 de juny del mateix any amb el número 1300. La palmera és l'atribut de sant Cristòfol, patró de la vila, i els tres xebrons simbolitzen l'indret anomenat el Mig-món, terreny excavat pel Cardener al nord-oest de la població, que va fer aflorar la falla de Súria i va posar al descobert el guix i la sal potàssica del subsòl, recursos encara molt importants per a l'economia del municipi.

## Bandera

Bandera de Súria

La bandera oficial de Súria té el següent blasonament: :Bandera apaïsada de proporcions dos d'alt per tres de llarg, blanca, amb tres xebrons negres mirant amunt cada un d'amplada 1/6 de l'alt del drap, i separats entre si per 1/12. El primer xebró neix del terç inferior del drapi la punta acaba a una distància d'1/9 de la part superior del drap.
Va ser aprovada el 15 de novembre de 1991 i publicada al DOGC el 29 de novembre del mateix any amb el número 1524.

Els xebrons representen el Mig Món, accident geogràfic de la zona.